# TADS/PNVS

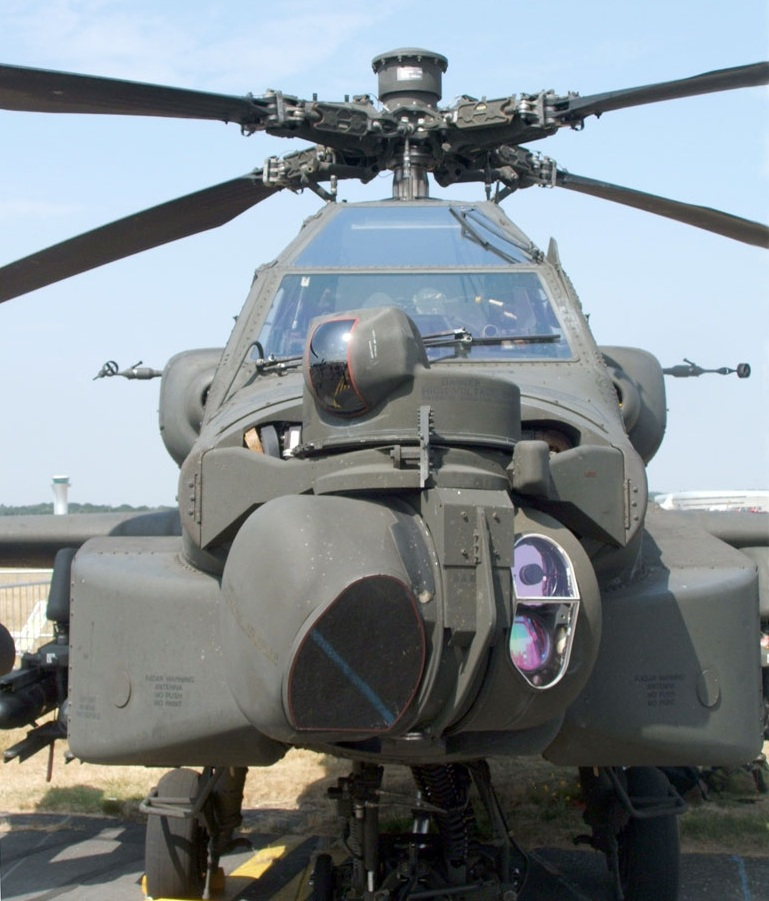
TADS/PNVS en un AH-64 Apache.

El sistema de adquisición y designación del objetivo, sensor de visión nocturna del piloto, o TADS/PNVS por sus siglas en inglés (Target Acquisition and Designation System, Pilot Night Vision System), es la unidad de sensores y sistemas de apuntamiento combinados que equipa el helicóptero de ataque AH-64 Apache. Está formado por dos sistemas independientes, el TADS y el PNVS:

## Sistema de adquisición y designación del objetivo (TADS)
El TADS contiene sensores electro-ópticos estabilizados, un telémetro láser y designador de objetivos láser. El ensamblaje TADS puede girar +/- 120 grados en azimut, +30/-60 grados en altitud y puede moverse con independencia de la PNVS. Los movimientos del TADS pueden ser "esclavizados" a los movimientos de la cabeza de la tripulación del helicóptero para apuntar donde estén mirando. Esto permite que las imágenes de TADS se proyecten sobre las miras ópticas montadas al casco de la tripulación, superponiendo su punto de visión de la cabina y el espacio de batalla.
TADS contiene una cámara térmica de infrarrojos y una cámara de televisión monocromática. Con mejoras previstas para el AH-64D, el televisor blanco y negro de la cámara está prevista se sustituya con una cámara a todo color.

## Sensor de visión nocturna del piloto (PNVS)
Montada encima de la TADS, el sistema de visión nocturna del piloto (PNVS) contiene una cámara de infrarrojos esclavizada a los movimientos de la cabeza del mismo. El PNVS puede girar +/- 90 grados en azimut y +20/-45 grados de altitud. El PNVS tiene una alta tasa de movimiento (120° por segundo) a fin de satisfacer con precisión los movimientos de la cabeza del piloto. .

## Actualizaciones
A partir de 2005 un programa estaba en marcha para mejorar la flota Apache de EE. UU. a la estándar "Modernizad-TADS/PNVS" (M-TADS/PNVS), también conocido como Arrowhead (punta de flecha). Se afirma Esta actualización dará una mejora de 150% al desempeño y a la fiabilidad, al tiempo que reduce el mantenimiento.